# Spanning-Bedingung
Die Spanning-Bedingung des Finanzwesens ist auf einem Kapitalmarkt erfüllt, wenn die Investitionen eines Unternehmens durch Wertpapiere dupliziert werden können.

## Allgemeines
Duplizierbarkeit bedeutet, dass die aus Investitionen (beispielsweise Anschaffung einer Produktionsanlage) resultierenden Zahlungsströme (die durch die Anlage generierten Umsatzerlöse) auch durch ein die Investition substituierendes Wertpapierportfolio identisch abgebildet werden können. Die Investition wird auf dem Investitionsgütermarkt nachgefragt, die ersatzweise Duplizierung erfordert ein Kapitalangebot auf dem Kapitalmarkt. Der Anglizismus „Spanning“ (deutsch „aufspannen, überspannen“) bedeutet, dass erwartete Zahlungsströme der Unternehmer durch Wertpapiertransaktionen synthetisiert werden können. In der angelsächsischen Fachliteratur haben Sanford J. Grossman und Joseph E. Stiglitz 1977 hierfür den Begriff „Spanning Property“ eingeführt.

## Marktstruktur
Zunächst ist zwischen den Kapitalmarktbedingungen eines vollkommenen und eines unvollkommenen Kapitalmarkts zu unterscheiden. Hier lassen sich die Spanning- und Competitivity-Bedingung wie folgt einordnen:
```
                        ┌─────────────────────────────────────────────┐
   
vollkommener Kapitalmarkt
                         
unvollkommener Kapitalmarkt
  
           ┌────────────┴────────────┐                                                                        
   
Sicherheit
                  
Unsicherheit
             
        ┌──┴──┐             ┌────────┴────────┐     
   
Fisher-Separation
  vollständiger   unvollständiger
                       Kapitalmarkt    Kapitalmarkt
             <━━━━━━━>               ┌────────┴────────┐     
                       <━━━━━   Competitivity-  Spanning-        ━━━━━>                     
                       erfüllt  Bedingung       Bedingung     nicht erfüllt
```

Competitivity- und Spanning-Bedingung sind Teil eines unvollständigen Kapitalmarkts, der seinerseits einen Teilmarkt des vollkommenen Kapitalmarkts darstellt. 
Werden sowohl die Competitivity- als auch die Spanning-Bedingung erfüllt, so liegt ein vollständiger Kapitalmarkt vor, auf dem von den Marktteilnehmern Marktwertmaximierung betrieben werden kann. Der vollständige Kapitalmarkt umfasst in diesem Falle auch die Fisher-Separation. Werden beide Bedingungen nicht erfüllt, liegt ein unvollkommener Kapitalmarkt vor, auf welchem das Kapitalangebot kein eindeutig präferiertes Ziel verfolgt. Problematisch ist die Auffassung von Breid, der die Vollständigkeit der Finanzmärkte nur bei vollkommenen Märkten unter Unsicherheit behandelt. Die Vollkommenheitsprämisse impliziert jedoch Wolfgang Breuer zufolge grundsätzlich eine Vollständigkeit des Marktes. Bei einem unvollkommenen und unvollständigen Kapitalmarkt kann Marktwertmaximierung erreicht werden, wenn die Competivity-Bedingung und die Spanning-Bedingungen erfüllt werden.

## Wirtschaftliche Aspekte
Die Spanning-Bedingung ist nur auf dem unvollständigen Kapitalmarkt vorhanden, im vollständigen ist sie wegen universeller Duplizierbarkeit zwingend erfüllt. Bei einem vollständigen Kapitalmarkt kann jeder beliebige Zahlungsstrom gehandelt werden und jeder mit einer Investition verbundene Zahlungsstrom mit den auf dem Kapitalmarkt gehandelten Wertpapieren dupliziert werden. Sind auf dem unvollständigen Kapitalmarkt sowohl die Competitivity- als auch die Spanning-Bedingung erfüllt, kann das Unternehmensziel der Marktwertmaximierung erreicht werden.